# 何星亮
何星亮（1956年8月—），男，汉族，广东兴宁人，中华人民共和国民族学和人类学家，中国社会科学院民族学与人类学研究所宗教文化研究室主任，第十届、第十一届、第十二届全国政协委员，第十三届全国人大代表。

## 生平
2008年，当选第十一届全国政协委员，代表无党派人士，分入第十四组。并担任民族和宗教委员会专委。2018年2月24日，当选为第十三届全国人大代表。